# ریچارد مارکس
ریچارد نوئل مارکس (به انگلیسی: Richard Noel Marx) (زاده: ۱۶ سپتامبر ۱۹۶۳ در شیکاگو، ایلینوی) خواننده، آهنگساز، ترانه سرا، نوازنده و تهیه‌کننده آمریکایی سبک‌های آدالت کونتمپوراری (بالغین معاصر) ، پاپ و راک است.
او از اواخر دههٔ هشتاد تا اواخر دههٔ نود میلادی، زنجیره‌ای از موفقیت‌ها را با تک‌آهنگ‌های خود کسب نمود. از جمله این تک‌آهنگها: «شبهای بی پایان تابستان»، «درست همین جا منتظرتم»، «حالا و برای همیشه»، و «خطر» قابل ذکر هستند. اگر چه بسیاری از ترانه‌های او که برایش موفقیت‌های بزرگ به همراه داشتند در سبک شروه یا بالاد آهسته اجرا شده بودند، اما بسیاری از ترانه‌های او تا به حال جزو سبک راک کلاسیک طبقه بندی می‌شوند. ترانه‌هایی مانند: «آیا هیچ چیز معنا دارد؟»، «باید بهتر بفهمم»، «رضایتمند»، و «برای بدرود گفتن خیلی دیر شده».
مارکس موفق شد که نام خویش را، در کتاب‌های رکورد ثبت نماید، چراکه او نخستین هنرمند تک خوان (سولو) بود که هر هفت تک‌آهنگ نخست او، جزو پنج تک‌آهنگی بودند که در صدر بیلبورد مربوط به یکصد ترانهٔ داغ و پرطرفدار قرار گرفتند. رتبهٔ این هفت ترانه در جدول مذکور، به ترتیب به (۳ ، ۳ ، ۲ ، ۱ ، ۱ ، ۱ ، ۴) رسید. در ضمن فروش آلبوم‌های او در سراسر جهان بیش از ۳۰ میلیون برآورد می‌شود.
ریچارد مارکس، گذشته از ترانه‌هایی که خود خوانده‌است، آهنگ‌های موفق دیگری را نیز برای هنرمندان دیگر، نوشته یا تهیه کرده یا در نوشتن آن آهنگها شرکت داشته‌است. ترانه‌هایی مانند: «این منم که بهت قول میدم»، اجرا شده توسط گروه «ان اس وای ان سی» NSYNC یا ترانهٔ «رقص همراه با پدرم»، اجرا شده توسط واندروس لوتر، که آهنگ دوم موفق به کسب چندین جایزه گرمی شده‌است.